# 공상동경백경
『공상동경백경』(일본어: 空想東京百景 쿠소도쿄햣케이[*])은 유즈하라 토시유키의 라이트노벨 작품이다. Toi8이 그린 만화판도 있다.
2002년경부터 『파우스트』, 『코믹파우스트』 등에 일러스토리 내지 만화로서 간헐적으로 연재되었고, 이렇게 연재한 작품을 대폭 가필수정하여 2008년 강담사에서 단행본으로 간행한 것이다. 기본적으로 전기소설이지만, 만화・그림이야기・사전・연표 등 다양한 표현형식이 혼효되어 있다.